# Romeins Forum Lahnau-Waldgirmes

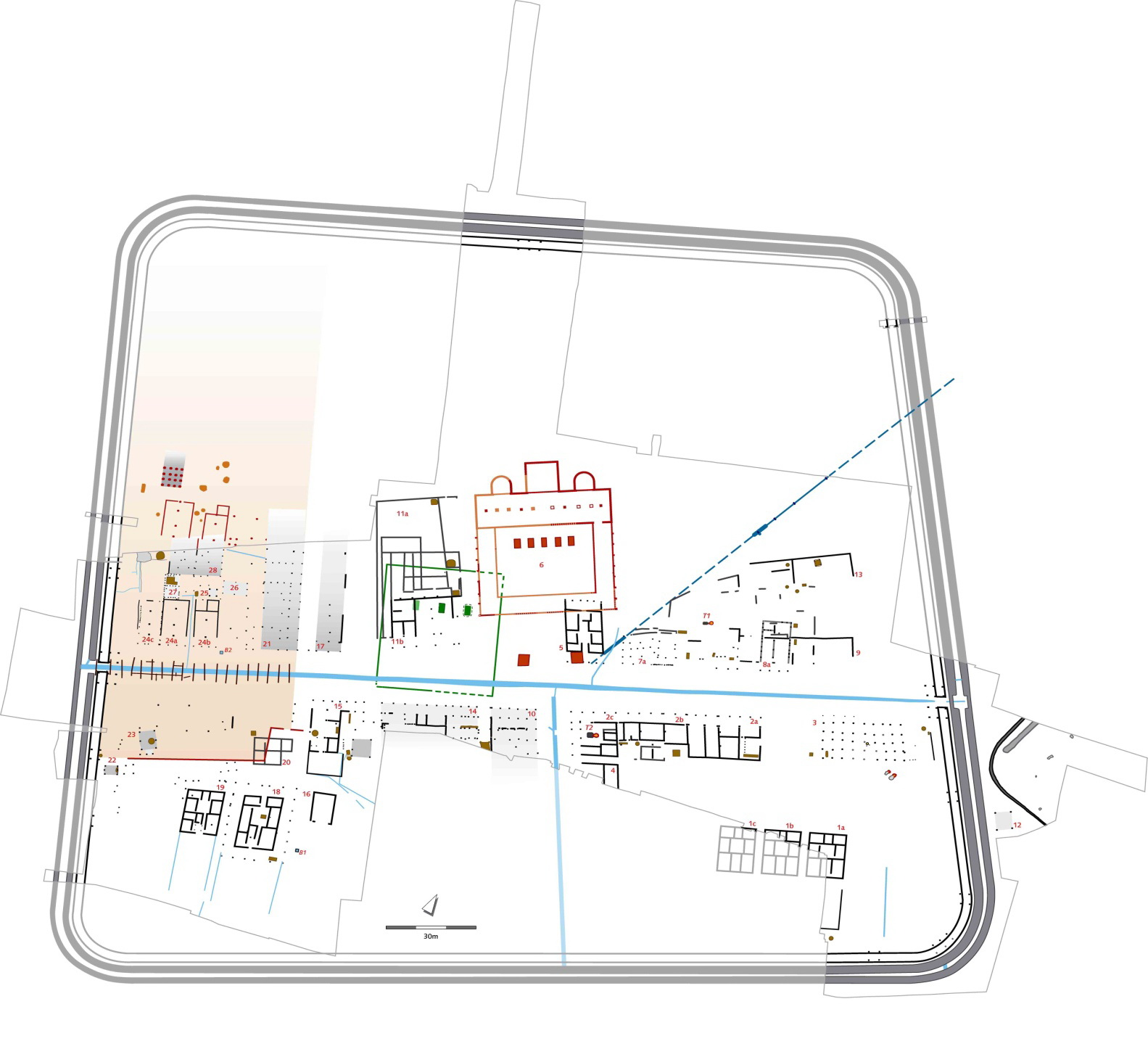
Overzichtskaart (2009) van de Romeinse stad bij Waldgirmes

Het Romeins Forum Lahnau-Waldgirmes (Duits: Römisches Forum Lahnau-Waldgirmes) is een voormalige Romeinse stedelijke nederzetting in Waldgirmes, gemeente Lahnau, in de Duitse deelstaat Hessen. De stad heeft maar korte tijd bestaan: de bouw is waarschijnlijk begonnen in 4 v.Chr. en de stad is weer verlaten in 9 n.Chr. Er zijn geen schriftelijke vermeldingen gevonden over de stad, waardoor de naam onbekend is gebleven.

## Geschiedenis
In 13 of 12 v.Chr. startte de Romeinse generaal Drusus een campagne om Germania ten oosten van de Rijn aan het Romeinse Rijk toe te voegen als nieuwe provincie. Na zijn dood in 9 v.Chr. werd zijn beleid voortgezet door Tiberius en Varus. De bouw van een stedelijke nederzetting bij Waldgirmes, mogelijk als administratief centrum voor een civitas of als een colonia voor veteranen, paste binnen de plannen voor het opzetten van de nieuwe provincie. Uit dendrochronologisch onderzoek is gebleken dat de bouw van de stad rond 4 v.Chr. is begonnen. Het gebruik van steen voor de gebouwen duidt er op dat de Romeinen een permanente nederzetting wilden vestigen. De aanwezigheid van een forum en woonhuizen wijst op het civiele karakter van de nederzetting.
De stad is nooit gereed gekomen en grote delen van het stadsgebied zijn onbebouwd gebleven. Na de Slag bij het Teutoburgerwoud in 9 n.Chr. – waar de Romeinen onder leiding van Varus een grote nederlaag leden tegen de Germanen - is de stad opgegeven en verlaten. Uit vondsten lijkt naar voren te komen dat de stad is geplunderd en platgebrand, maar sporen van strijd zijn niet gevonden.

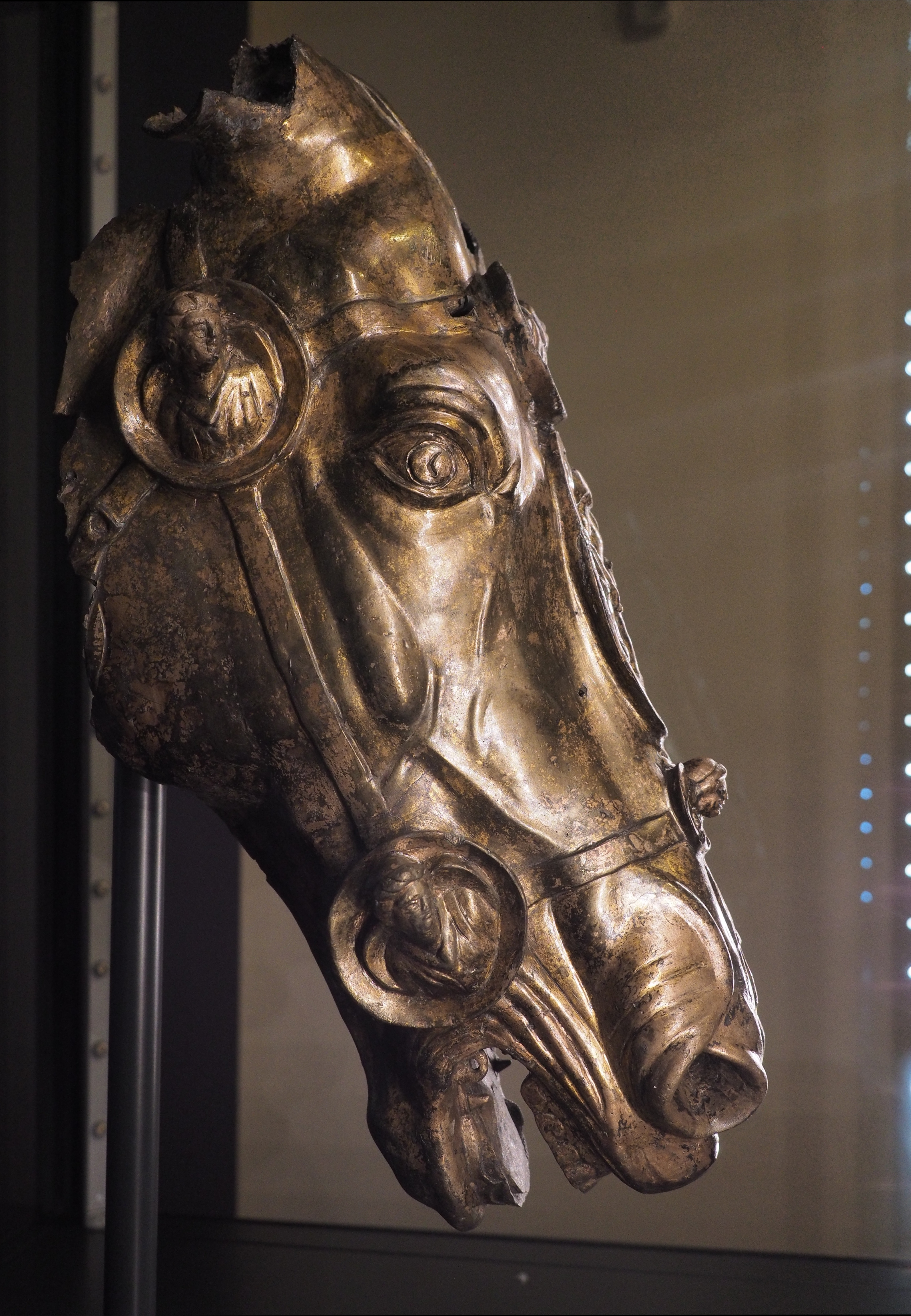
Het in 2009 opgegraven bronzen paardenhoofd (2018)

## De stad
De eerste bewijzen van Romeinse aanwezigheid bij Waldgirmes dateren uit de jaren 80 van de 20e eeuw, toen op een veld buiten het dorp Romeins aardewerk werd aangetroffen. In 1993 leidde dit tot de eerste opgravingen. Uit geofysisch onderzoek kwam naar voren dat de nederzetting was aangelegd in de vorm van een trapezoïde met afgeronde hoeken. De oppervlakte bedraagt bijna 8 hectare. De ommuring bestond uit een houten palissade op een aarden wal, omgeven door een dubbele gracht. In de muur bevonden zich diverse torens en drie poorten.
De stad is planmatig aangelegd, met twee elkaar kruisende hoofdstraten die beschikten over een watervoorziening. In het midden lag een forum. Verder zijn er opslagplaatsen, waterputten, huizen, werkplaatsen en taveernes opgegraven. De gebouwen hebben een stenen fundering met een opbouw in vakwerk.
De aangetroffen militaire gebouwen lijken zich te beperken tot tijdelijke onderkomens die door bewakingstroepen zijn gebruikt in de beginfase van de stadsaanleg.
Het forum bestond uit een groot gebouw van 54 bij 45 meter rondom een plein van 32 bij 24 meter. Het gebouw had een fundering van steen, terwijl de muren waren opgetrokken in vakwerkbouw. Het forum bestond aan de west-, oost- en zuidzijde van het plein uit drie lage bouwwerken van 6 meter breed, terwijl de noordzijde werd opgevuld door de een grote hal, de basilica. Deze basilica had aan de buitenzijde nog drie aanbouwtjes die waarschijnlijk overheidsdiensten huisvestten. Op het plein stond een verguld bronzen ruiterstandbeeld dat misschien keizer Augustus voorstelde. Van dit beeld zijn meerdere losse fragmenten teruggevonden, waaronder het paardenhoofd dat in 2009 in een opgegraven waterput is aangetroffen. Het is aannemelijk dat het beeld tijdens de verwoesting van het stadje is kapotgeslagen. 

## Bezoekerscentrum
Het terrein is vrij toegankelijk voor bezoekers. De contouren van het forum zijn in het landschap aangegeven. Het is de bedoeling dat er een nieuw bezoekerscentrum wordt gebouwd op de plek waar zich nu een uitzichtpunt bevindt.